# Alexandre Duchaine
Alexandre Duchaine (Québec, 30 agosto 2004) è uno sciatore freestyle canadese.

## Palmarès

### Mondiali juniores
- 2 medaglie:
  - 2 ori (salti, salti a squadre a Chiesa in Valmalenco 2024)

### Coppa del Mondo
- Miglior piazzamento nella Coppa del Mondo di salti: 6º nel 2023 e nel 2024
- 1 podio:
  - 1 vittoria

#### Coppa del Mondo - vittorie
| Data            | Località    | Paese       | Specialità |
| --------------- | ----------- | ----------- | ---------- |
| 2 febbraio 2024 | Deer Valley | Stati Uniti | AE         |

Legenda:

AE = Salti